# Edmund Burke (évêque)
Pour les articles homonymes, voir Edmund Burke (homonymie) et Burke.
Edmund Burke (1753-1820) est le vicaire apostolique de la Nouvelle-Écosse de 1817 à 1820.

## Biographie
Né en 1753 dans le comté de Kildare en Irlande, il fut ordonné en 1781 et arriva à Québec le 16 mai 1787 après sept années passées en Irlande. 
Il fut successivement professeur au séminaire de Québec, curé de Saint-Pierre et de Saint-Laurent, île d'Orléans, de 1791 à 1794, et missionnaire à Halifax, puis à Niagara, en 1797. 
En 1794-1795, il partit en mission officielle à Détroit dans le Michigan pour la pacification des Miamis soulevés contre le gouvernement américain (1794-1795); 
Il fut nommé à Rome par Pie VII, le 4 juillet 1817, évêque de Sion in partibus, et premier vicaire apostolique pour la Nouvelle-Écosse, et fut consacré dans la cathédrale de Québec, par Joseph-Octave Plessis, le 5 juillet 1818. 
Il mourut à Halifax, le 1er décembre 1820, âgé de 67 ans